# Phare de Torre Avalos
Le phare de Torre Avalos (en italien : Faro di Torre Avalos) est un ancien phare situé sur l'Isola di Torre Avalos qui se trouve sur le territoire de la commune de Augusta sur la mer Ionienne, dans la province de Syracuse (Sicile), en Italie.

## Histoire
Torre Avalos se trouve sur une petite île au nord du golfe d'Augusta. C'est une ancienne forteresse construite dès 1570 par Francesco Ferdinando d'Ávalos (en) qui avait un phare. Le phare actuel, qui fut le quatrième, a été mis en service en 1858. Il a été désactivé en 1934.

## Description
Le phare se compose d'une tour cylindrique, avec galerie et lanterne, montée sur les murs de l'ancien fort. La tour était peinte en carrées blancs et noirs.
Identifiant : ARLHS : ITA-305.

### Lien connexe
- Liste des phares de la Sicile